# Jan Buck
Jan Buck (sorbisch Jan Buk; * 2. August 1922 in Nebelschütz/Njebjelčicy; † 1. April 2019 in Crostwitz/Chrósćicy) war einer der bedeutendsten sorbischen Maler der Neuzeit.

## Biographie
Nach seiner Schulausbildung erlernte Buck von 1937 bis 1940 den Beruf des Dekorationsmalers. Danach wurde er zur Wehrmacht eingezogen und nahm er von 1941 und 1945 am Zweiten Weltkrieg teil. 1947/1948 besuchte das Lyzeum für Bildende Kunst in Wroclaw. Von 1949 bis 1950 studierte er an der staatlichen Hochschule für bildende Künste in Wrocław und von 1950 bis 1953 bei Rudolf Bergander und Fritz Dähn an der Hochschule für Bildende Künste Dresden. Für sein Diplom schuf er das Ölgemälde Laborantin.
Nach dem Studium arbeitete Buck bis 1956 in Bautzen als freischaffender Maler. Er machte ein externes Studium der Kunsterziehung an der Karl-Marx-Universität Leipzig und war von 1956 bis 1976 Kunsterzieher im heutigen Bautzener Sorbischen Gymnasium. Danach arbeitete er wieder freischaffend. Buck prägte die Kulturszene Bautzens entscheidend mit. Er war Mitglied des Arbeitskreises sorbischer bildender Künstler und bis 1990 des Verbands Bildender Künstler der DDR bei. Von 1980 bis 1989 war er auch als Lehrer an der Bautzener Abendschule (Außenstelle Nadelwitz) tätig.
Buck unternahm Studienreisen u. a. in die Sowjetunion (Usbekistan) und nach Polen, Ungarn, Bulgarien, Italien und Frankreich.
1996 zog er zurück in sein Elternhaus in Nebelschütz, wo er seitdem lebte und arbeitete. Seine letzten Jahre verbrachte Buck in einem Crostwitzer Altenheim.
2008 erwarb das Sorbische Museum 20 Bilder Bucks, darunter Tagebau, für das Buck 1995 den Oberlausitzer Kunstpreis erhielt.

## Werk
Buck schuf etwa 1000 Werke, Ölgemälde, Aquarelle, Radierungen, Lithographien und Grafiken. Nach Ansicht des Leiters des Sorbischen Museums, Tomasz Nawka, war Buck „der bedeutendste sorbische Maler der Gegenwart. Seine Malerei hob erstmals die sorbische bildende Kunst aus selbstgefälliger, historisch bedingter folkloristischer Betrachtungsweise und öffnete ihr neue Dimensionen.“ Er thematisierte nicht wie viele andere sorbische Künstler zum wiederholten Male das traditionelle sorbische Leben, sondern setzte andere thematische Schwerpunkte, auch wenn sein Schaffen mit der Lausitz verbunden blieb und er sich deutlich zu seiner Heimat und zu seiner sorbischen Herkunft bekannte. Ein großer Teil seines Werkes setzt sich mit der Abbaulandschaft der Braunkohle im Lausitzer Braunkohlerevier auseinander. Auch Stillleben sind in seinem Werk häufig bearbeitet worden. Im Spätwerk ist eine Hinwendung zur Abstraktion deutlich erkennbar.

## Ehrungen
- 1970: Domowina-Preis
- 1986: Ćišinski-Preis (im Kollektiv)
- 1988: Hans-Grundig-Medaille
- 1994: Bautzener Kunstpreis
- 1995: Oberlausitzer Kunstpreis
- 2007: Ehrenbürgerschaft der Stadt Bautzen (Buck war der erste Sorbe und auch der erste Maler, der Ehrenbürger von Bautzen wurde.[4])

## Fotografische Darstellung Bucks
- Christian Borchert: Der Maler Jan Buck in seiner Wohnung (1975)[5]

## Werke (Auswahl)

### Tafelbilder
- Korb mit Früchten (1967; auf der VI. Kunstausstellung der DDR)[6]

- Kraftwerk Boxberg (1971, Öl; auf der VII. Kunstausstellung der DDR)[7]

- Antlitz der Arbeiterklasse (1971, Öl, Nationalgalerie Berlin)
- Der Besuch (1978, Öl auf Leinwand, 100 × 82 cm; Galerie Neue Meister, Signatur/Inventar-Nr.: 83/06)[6]
- Bautzen (1981, Öl, Stadtmuseum Bautzen)
- Sitzende Sorbin in Festtracht (1982, Öl, Privatbesitz, Berlin)
- Tagebau mit Förderbrücke (1986, Öl, Museum für Junge Kunst, Frankfurt/Oder)

- Zamperer in der Landschaft der Struga (1989, Öl, 80 × 100 cm; Sächsischer Kunstfonds)[7]
- Waldgeist Grab (1989, Öl, 80 × 100 cm; Sächsischer Kunstfonds)[7]

- Dubringer Moor (2002)[8]

### Zeichenkunst
- Prag (1970, Tusche; auf der VII. Kunstausstellung der DDR)[9]

## Ausstellungen (mutmaßlich unvollständig)
- 1967 bis 1988 Dresden, VI. Deutsche Kunstausstellung bis X. Kunstausstellungen  der DDR
- 1971 Berlin, Altes Museum („Das Antlitz der Arbeiterklasse in der bildenden Kunst der DDR“)
- 1971 Halle (Saale)
- 1972 Hoyerswerda, Otto-Grotewohl-Klub
- 1974 Dresden
- 1974 Bautzen
- 1975 Cottbus
- 1976 Berlin
- 1981 Bautzen, Kunstgalerie, Einzelausstellung mit Aquarellen und Handzeichnungen
- 1982 Wrocław, Einzelausstellung
- 1982 Görlitz, Einzelausstellung
- 1982 Dresden, Schloss, Einzelausstellung
- 1982 Hoyerswerda
- 1988 Senftenberg, Kreismuseum, Einzelausstellung mit Aquarellen, Gemälden und Zeichnungen
- 1984 Berlin
- 1995 Bautzen
- 1998 Bautzen, Sorbisches Museum, und Hoyerswerda, Stadtmuseum im Schloss Hoyerswerda („Sorbische bildenden Kunst 1923-1998“)
- 2003/2004 Pulsnitz, Galerie im Ernst-Ritschel-Geburtshaus  („28 Künstler aus der Lausitz“)

## Rezeption
„Nichts Idyllisches haben seine Bilder der Lausitzer Landschaft, immer ahnt man auch die Verletzungen dieser Natur durch den Menschen und seine Abraumbagger.“

„Jan Buck ist kein Bautzen-Maler, kein Heimatkünstler. Trotzdem oder gerade deshalb steht ihm die Auszeichnung als Ehrenbürger zu.“